# Carl Nieroth
Carl Nieroth, född omkring 1650, död 25 januari 1712, var en svensk militär och riksråd.
Nieroth var son till den tysk-baltiske adelsmannen Otto Nieroth i Wierland, blev kornett vid W. Wrangels regemente i Pommern 1673 och blev löjtnant där 1675. 1677 blev han kapten vid Brunows finska regemente. Senare samma år blev han ryttmästare vid Livregementet till häst.
Han deltog i det tyska kriget mot Brandenburg. Nieroth flyttades sedan till krigsskådeplatsen i Skåne. 
1679 blev Nieroth löjtnant vid drabantkåren och blev 1692 överstelöjtnant vid södra skånska kavalleriregementet och 1695 överstelöjtnant vid livdrabanterna. Han naturaliserades 1693 som svensk adelsman på adliga ätten von Nieroths nummer.
Nieroth hade befäl över ett småländskt kavalleriregemente vid landstigningen på Själland. Han deltog sedan i slaget vid Kliszow 1702 och slaget vid Pultusk 1703. Han ledde de svenska styrkorna vid slaget vid Rakowitz 1705 och blev efter det utsedd till riksråd och president i Göta hovrätt. Han upphöjdes till friherrligt och grevligt stånd 1706. Nieroth var sedan med i fält under Magnus Stenbock men förflyttades till Baltikum. Där var han Estlands siste svenska guvernör. 1710 fick han ta över befälet efter Georg Lybecker i Finland. Där lyckades han vända krigslyckan en aning och gjorde bland annat försök att återta Viborg som var i ryska händer. von Nieroth avled dock av sjukdom 1712, varvid Lybecker återinsattes.